# Arnaldo Tagliacozzo
Arnaldo Tagliacozzo (Roma, 8 novembre 1901 – Auschwitz, aprile 1944) è stato un calciatore italiano, di ruolo difensore.

## Biografia
Cresciuto nel vivaio della Lazio, giocò nella squadra giovanile biancoceleste dalla stagione 1915 al 1920. Dal 1921 fino al 1928 è riserva in prima squadra. 
Durante la prima guerra mondiale aveva partecipato in maglia biancoceleste anche alle rare gare di mezzofondo che si riuscivano ad organizzare a Roma. Finito con il calcio giocato allenò diverse squadre minori romane e nel 1937 la squadra del Centocelle vincendo il campionato di categoria. 
Figlio di Davide Tagliacozzo, negoziante, e Eleonora Sabatello, era di religione ebraica. Fu arrestato a Roma il 3 febbraio 1944 per una delazione e fu prima inviato a Fossoli e poi ad aprile deportato nel campo di sterminio di Auschwitz dove risulta ucciso. 
Una pietra d'inciampo porta il suo nome a Roma.
Sua figlia Ada, nata nel 1935, venne catturata il 16 ottobre 1943 durante il rastrellamento del ghetto di Roma, assieme ai nonni dove dormiva e fu subito uccisa al suo arrivo ad Auschwitz.
Arnaldo Tagliacozzo riuscì a mettere in salvo la moglie e altri due figli. Una scuola di Roma situata al Laurentino porta il nome della bambina.